# نورمان رينيه
نورمان رينيه (بالإنجليزية: Norman René)‏ هو منتج أفلام ومخرج أمريكي، ولد في 1951 في بريستول في الولايات المتحدة، وتوفي في 14 مايو 1996 في نيويورك في الولايات المتحدة.

## وصلات خارجية
- نورمان رينيه على موقع IMDb (الإنجليزية)
- نورمان رينيه على موقع ألو سيني (الفرنسية)
- نورمان رينيه على موقع أول موفي (الإنجليزية)
- نورمان رينيه على موقع قاعدة بيانات برودواي على الإنترنت (الإنجليزية)
- نورمان رينيه على موقع قاعدة بيانات الأفلام السويدية (السويدية)
- نورمان رينيه على موقع قاعدة بيانات الفيلم (الإنجليزية)
- نورمان رينيه على موقع كينوبويسك (الروسية)